# Ngwenya
Ngwenya – miasto w Eswatini, w dystrykcie Hhohho, przy granicy z Południową Afryką. 
W jego pobliżu znajdują się kopalnie Ngwenya uchodzące za najstarszy na świecie ośrodek górniczy, funkcjonujący już ok. 43 000 p.n.e. W mieście od 1979 roku działa również fabryka szkła.